# Semecarpus prainii
Semecarpus prainii är en sumakväxtart som beskrevs av George King. Semecarpus prainii ingår i släktet Semecarpus och familjen sumakväxter. Inga underarter finns listade i Catalogue of Life.